# 미카 알버티
마이카 앨버티(Micah Alberti, 1984년 8월 19일 ~ )는 미국의 배우, 모델이다.
오리건주에서 태어났다.

## 출연 작품
- 미싱 앳 17 (2013년) - 밴스 역
- 포겟 미 낫 (2009년)
- 아메리칸 파이 4 - 썸머 캠프 (2005년) - 풋볼 플레이어 역